# Hrabove (Donecki terület)
Hrabove (ukránul: Грабове) falu Ukrajna keleti részén, a Donecki terület Sahtarszki járáséban. A 2001-es népszámlálás adatai alapján a település népessége 1000 fő volt. Tengerszint feletti magassága 190 méter.
A település a Miusz folyó mellett, Donecki és a Luhanszki terület közötti határ mellett helyezkedik el, mintegy 10 kilométerre északkeletre Sahtarszk városától és 40 kilométerre az orosz határtól.

## Története
Hrabove közelében következett be 2014. július 17-én a Malaysia Airlines 17-es járatának katasztrófája, amelyben egy Boeing 777–200ER típusú repülőgép 283 utasa és 15 főnyi személyzete vesztette életét.